# Kvalifikace na Africký pohár národů 2012
Kvalifikace na Africký pohár národů 2012 určila 14 účastníků závěrečného turnaje.

## Los
Los kvalifikace se konal 20. února 2010 v konžském Lubumbashi.

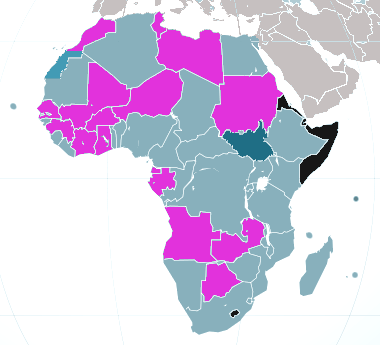

| Koš 1 | Koš 2 | Koš 3 | Koš |
| --- | --- | --- | --- |
| - Egypt - Ghana - Nigérie - Alžírsko - Kamerun - Angola - Zambie - Pobřeží slonoviny - Burkina Faso - Mali - Tunisko | - Maroko - Benin - Uganda - Jihoafrická republika - Malawi - Mosambik - Guinea - Senegal - Gambie - Kapverdy - Konžská republika | - Rwanda - Tanzanie - Súdán - Namibie - DR Kongo - Keňa - Libye - Zimbabwe - Botswana - Etiopie - Sierra Leone | - Svazijsko - Čad - Burundi - Madagaskar - Libérie - Niger - Komory - Mauricius - Mauritánie - Středoafrická republika - Guinea-Bissau |

Poznámky
- Togo se původně nesmělo účastnit, ale později bylo dodatečně přidáno do skupiny K. Před Africkým pohárem národů 2010 byl na autobus s hráči týmu Toga spáchán teroristický útok, při kterém zemřely 3 osoby. Togo se poté rozhodlo z turnaje odstoupit. Avšak CAF je za toto odhlášení vyloučila ze dvou budoucích kvalifikací. Po zásahu prezidenta FIFA Seppa Blattera bylo toto vyloučení zrušeno.
- Nezúčastnili se:  Džibutsko,  Eritrea,  Lesotho,  Svatý Tomáš a Princův ostrov,  Seychely a  Somálsko.

## Kvalifikační skupiny
| Legenda |
| --- |
| Vítězové všech skupin, druhý tým skupiny K a dva nejlepší v žebříčku ostatních týmů na druhých místech postoupili na závěrečný turnaj. |

### Skupina A
| Tým      | Z | V | R | P | VG | IG | +/- | B  |
| -------- | - | - | - | - | -- | -- | --- | -- |
| Mali     | 6 | 3 | 1 | 2 | 9  | 6  | +3  | 10 |
| Kapverdy | 6 | 3 | 1 | 2 | 7  | 7  | 0   | 10 |
| Zimbabwe | 6 | 2 | 2 | 2 | 7  | 5  | +2  | 8  |
| Libérie  | 6 | 1 | 2 | 3 | 7  | 12 | −5  | 5  |

|          | Kapverdy | Libérie | Mali | Zimbabwe |
| -------- | -------- | ------- | ---- | -------- |
| Kapverdy | –        | 4–2     | 1–0  | 2–1      |
| Libérie  | 1–0      | –       | 2–2  | 1–1      |
| Mali     | 3–0      | 2–1     | –    | 1–0      |
| Zimbabwe | 0–0      | 3–0     | 2–1  | –        |

- Pozn. Mali a Kapverdy měly stejný počet bodů. O umístění rozhodly vzájemné zápasy (viz níže).

| Tým      | Z | V | R | P | VG | IG | +/- | B |
| -------- | - | - | - | - | -- | -- | --- | - |
| Mali     | 2 | 1 | 0 | 1 | 3  | 1  | +2  | 3 |
| Kapverdy | 2 | 1 | 0 | 1 | 1  | 3  | −2  | 3 |

| 4. září 2010 16:00 UTC−1 |        |      |                                                              |
| Kapverdy                 | 1 – 0  | Mali | Estadio da Varzea, Praia rozhodčí: Mohamed Benouza (Algeria) |
| Varela 44'               | Report |      | Estadio da Varzea, Praia rozhodčí: Mohamed Benouza (Algeria) |

| 5. září 2010 16:00 UTC±0 |        |            |                                                              |
| Libérie                  | 1 – 1  | Zimbabwe   | National Complex, Paynesville rozhodčí: Coffi Codjia (Benin) |
| Oliseh 75'               | Report | Musona 30' | National Complex, Paynesville rozhodčí: Coffi Codjia (Benin) |

| 9. října 2010 19:00 UTC±0      |        |           |                                                      |
| Mali                           | 2 – 1  | Libérie   | Stade 26 mars, Bamako rozhodčí: Kokou Djaoupe (Togo) |
| A. Traoré 2' Teekloh 52' (vl.) | Report | Weeks 43' | Stade 26 mars, Bamako rozhodčí: Kokou Djaoupe (Togo) |

| 10. října 2010 15:00 UTC+2 |        |          |                                                              |
| Zimbabwe                   | 0 – 0  | Kapverdy | Rufaro Stadium, Harare rozhodčí: Gil Sebastian Ndume (Gabon) |
|                            | Report |          | Rufaro Stadium, Harare rozhodčí: Gil Sebastian Ndume (Gabon) |

| 26. března 2011 16:00 UTC−1                    |        |                    |                                                                     |
| Kapverdy                                       | 4 – 2  | Libérie            | Estadio da Varzea, Praia rozhodčí: Lemghaifry Ould Ali (Mauritania) |
| Héldon Ramos 14', 45+1' Babanco 25' Fortes 53' | Report | Wleh 39' Këïta 84' | Estadio da Varzea, Praia rozhodčí: Lemghaifry Ould Ali (Mauritania) |

| 26. března 2011 19:00 UTC±0 |        |          |                                                              |
| Mali                        | 1 – 0  | Zimbabwe | Stade 26 mars, Bamako rozhodčí: Bakary Papa Gassama (Gambia) |
| Diabaté 22'                 | Report |          | Stade 26 mars, Bamako rozhodčí: Bakary Papa Gassama (Gambia) |

| 5. června 2011 15:00 UTC+2 |        |               |                        |
| Zimbabwe                   | 2 – 1  | Mali          | Rufaro Stadium, Harare |
| Musona 45', 90'            | Report | D. Traoré 49' | Rufaro Stadium, Harare |

| 5. června 2011 16:00 UTC±0 |        |          |                               |
| Libérie                    | 1 – 0  | Kapverdy | National Complex, Paynesville |
| Doe 44'                    | Report |          | National Complex, Paynesville |

| 3. září 2011 19:00 UTC±0       |        |          |                       |
| Mali                           | 3 – 0  | Kapverdy | Stade 26 mars, Bamako |
| Diabaté 27', 29' M. Traoré 51' | Report |          | Stade 26 mars, Bamako |

| 4. září 2011 15:00 UTC+2            |        |         |                        |
| Zimbabwe                            | 3 – 0  | Libérie | Rufaro Stadium, Harare |
| Katsande 16' Karuru 45' Billiat 85' | Report |         | Rufaro Stadium, Harare |

| 8. října 2011 15:00 UTC±0 |        |                       |                               |
| Libérie                   | 2 – 2  | Mali                  | National Complex, Paynesville |
| Williams 2' Wleh 90'      | Report | Diabaté 16' Kanté 87' | National Complex, Paynesville |

| 8. října 2011 14:00 UTC−1 |        |                   |                          |
| Kapverdy                  | 2 – 1  | Zimbabwe          | Estadio da Varzea, Praia |
| Valdo 3' da Graça 13'     | Report | Musona 68' (pen.) | Estadio da Varzea, Praia |

### Skupina B
| Tým        | Z | V | R | P | VG | IG | +/- | B  |
| ---------- | - | - | - | - | -- | -- | --- | -- |
| Guinea     | 6 | 4 | 2 | 0 | 13 | 5  | +8  | 14 |
| Nigérie    | 6 | 3 | 2 | 1 | 12 | 5  | +7  | 11 |
| Etiopie    | 6 | 2 | 1 | 3 | 8  | 13 | −5  | 7  |
| Madagaskar | 6 | 0 | 1 | 5 | 4  | 14 | −10 | 1  |

|            | Etiopie | Guinea | Madagaskar | Nigérie |
| ---------- | ------- | ------ | ---------- | ------- |
| Etiopie    | –       | 1–4    | 4–2        | 2–2     |
| Guinea     | 1–0     | –      | 4–1        | 1–0     |
| Madagaskar | 0–1     | 1–1    | –          | 0–2     |
| Nigérie    | 4–0     | 2–2    | 2–0        | –       |

| 5. září 2010 15:00 UTC+3 |        |                                                   |                                                                       |
| Etiopie                  | 1 – 4  | Guinea                                            | Addis Ababa Stadium, Addis Abeba rozhodčí: Tabani Mnkantjo (Zimbabwe) |
| Oukri 29'                | Report | Yattara 37' Kalabane 45' K. Cissé 60' Zayatte 75' | Addis Ababa Stadium, Addis Abeba rozhodčí: Tabani Mnkantjo (Zimbabwe) |

| 5. září 2010 16:00 UTC+1  |        |            |                                                              |
| Nigérie                   | 2 – 0  | Madagaskar | U.J. Esuene Stadium, Calabar rozhodčí: Slim Jedidi (Tunisia) |
| Martins 19' Eneramo 45+1' | Report |            | U.J. Esuene Stadium, Calabar rozhodčí: Slim Jedidi (Tunisia) |

| 10. října 2010 14:30 UTC+3 |        |             |                                                                   |
| Madagaskar                 | 0 – 1  | Etiopie     | Mahamasina Stadium, Antananarivo rozhodčí: Ngosi Kalyoto (Malawi) |
|                            | Report | Lemessa 62' | Mahamasina Stadium, Antananarivo rozhodčí: Ngosi Kalyoto (Malawi) |

| 10. října 2010 16:30 UTC±0 |        |         |                                                                   |
| Guinea                     | 1 – 0  | Nigérie | Stade 28 Septembre, Conakry rozhodčí: Elahrach Bouchaib (Morocco) |
| Constant 8'                | Report |         | Stade 28 Septembre, Conakry rozhodčí: Elahrach Bouchaib (Morocco) |

| 27. března 2011 14:30 UTC+3 |        |         |                                  |
| Madagaskar                  | 1 – 1  | Guinea  | Mahamasina Stadium, Antananarivo |
| Rajoarimanana 17'           | Report | Bah 80' | Mahamasina Stadium, Antananarivo |

| 27. března 2011 19:00 UTC+1    |        |         |                                                      |
| Nigérie                        | 4 – 0  | Etiopie | Abuja Stadium, Abuja rozhodčí: Slim Jedidi (Tunisia) |
| Utaka 1', 53' I. Uche 78', 90' | Report |         | Abuja Stadium, Abuja rozhodčí: Slim Jedidi (Tunisia) |

| 5. června 2011 16:00 UTC+3 |        |                      |                                  |
| Etiopie                    | 2 – 2  | Nigérie              | Addis Ababa Stadium, Addis Abeba |
| Said 45', 50'              | Report | K. Uche 27' Yobo 86' | Addis Ababa Stadium, Addis Abeba |

| 5. června 2011 16:30 UTC±0                              |        |            |                             |
| Guinea                                                  | 4 – 1  | Madagaskar | Stade 28 Septembre, Conakry |
| Kalabane 6' Ismaël Bangoura 17' S. Diallo 60' Baldé 62' | Report | Arsène 24' | Stade 28 Septembre, Conakry |

| 4. září 2011 14:30 UTC+3 |        |                     |                                  |
| Madagaskar               | 0 – 2  | Nigérie             | Mahamasina Stadium, Antananarivo |
|                          | Report | Yobo 68' Obinna 75' | Mahamasina Stadium, Antananarivo |

| 4. září 2011 16:30 UTC±0 |        |         |                             |
| Guinea                   | 1 – 0  | Etiopie | Stade 28 Septembre, Conakry |
| Baldé 32'                | Report |         | Stade 28 Septembre, Conakry |

| 8. října 2011 16:00 UTC+3                  |        |                                     |                                  |
| Etiopie                                    | 4 – 2  | Madagaskar                          | Addis Ababa Stadium, Addis Abeba |
| Oukri 31' Girma 56' Lemessa 59' Bekele 73' | Report | Razafimandimby 3' Nomenjanahary 57' | Addis Ababa Stadium, Addis Abeba |

| 8. října 2011 14:00 UTC+1 |        |                                |                      |
| Nigérie                   | 2 – 2  | Guinea                         | Abuja Stadium, Abuja |
| Obinna 73' I. Uche 84'    | Report | Ismaël Bangoura 63' Traoré 90' | Abuja Stadium, Abuja |

### Skupina C
| Tým      | Z | V | R | P | VG | IG | +/- | B  |
| -------- | - | - | - | - | -- | -- | --- | -- |
| Zambie   | 6 | 4 | 1 | 1 | 11 | 2  | +9  | 13 |
| Libye    | 6 | 3 | 3 | 0 | 6  | 1  | +5  | 12 |
| Mosambik | 6 | 2 | 1 | 3 | 4  | 6  | −2  | 7  |
| Komory   | 6 | 0 | 1 | 5 | 2  | 14 | −12 | 1  |

|          | Komory | Libye | Mosambik | Zambie |
| -------- | ------ | ----- | -------- | ------ |
| Komory   | –      | 1–1   | 0–1      | 1–2    |
| Libye    | 3–0    | –     | 1–0      | 1–0    |
| Mosambik | 3–0    | 0–0   | –        | 0–2    |
| Zambie   | 4–0    | 0–0   | 3–0      | –      |

| 5. září 20101 15:00 UTC+2                   |        |        |                                                                        |
| Zambie                                      | 4 – 0  | Komory | Konkola Stadium, Chililabombwe rozhodčí: Amanuel Eyob Russom (Eritrea) |
| Kalaba 6' Tembo 22' Chamanga 29' Mayuka 83' | Report |        | Konkola Stadium, Chililabombwe rozhodčí: Amanuel Eyob Russom (Eritrea) |

| 5. září 2010 15:00 UTC+2 |        |       |                                                                  |
| Mosambik                 | 0 – 0  | Libye | Estadio da Machava, Maputo rozhodčí: Aboubabar Bangoura (Guinea) |
|                          | Report |       | Estadio da Machava, Maputo rozhodčí: Aboubabar Bangoura (Guinea) |

| 9. října 2010 15:00 UTC+3 |        |                 |                                                                                 |
| Komory                    | 0 – 1  | Mosambik        | Stade Said Mohamed Cheikh, Mitsamiouli rozhodčí: Ibada Ramadhan Kibo (Tanzania) |
|                           | Report | Machaisse 90+1' | Stade Said Mohamed Cheikh, Mitsamiouli rozhodčí: Ibada Ramadhan Kibo (Tanzania) |

| 10. října 2010 20:00 UTC+2 |        |        |                                                          |
| Libye                      | 1 – 0  | Zambie | June 11 Stadium, Tripoli rozhodčí: Gassama Papa (Gambia) |
| Sa'ad 36'                  | Report |        | June 11 Stadium, Tripoli rozhodčí: Gassama Papa (Gambia) |

| 27. března 2011 15:00 UTC+2 |        |                         |                            |
| Mosambik                    | 0 – 2  | Zambie                  | Estadio da Machava, Maputo |
|                             | Report | Chamanga 18' Mayuka 90' | Estadio da Machava, Maputo |

| 28. března 2011 18:00 UTC±0               |        |        |                               |
| Libye                                     | 3 – 0  | Komory | Stade 26 mars, Bamako (Mali)2 |
| Elkhatroushi 20' Abdelkader 68' Bindi 81' | Report |        | Stade 26 mars, Bamako (Mali)2 |

| 4. června 2011 15:00 UTC+2      |        |          |                         |
| Zambie                          | 3 – 0  | Mosambik | Nkoloma Stadium, Lusaka |
| C. Katongo 47', 67' Mbesuma 68' | Report |          | Nkoloma Stadium, Lusaka |

| 5. června 2011 15:00 UTC+3 |        |              |                                        |
| Komory                     | 1 – 1  | Libye        | Stade Said Mohamed Cheikh, Mitsamiouli |
| Mzé Mbaba 83'              | Report | Boussefi 43' | Stade Said Mohamed Cheikh, Mitsamiouli |

| 3. září 2011 18:00 UTC+2 |        |          |                                      |
| Libye                    | 1 – 0  | Mosambik | Petro Sport Stadium, Káhira (Egypt)2 |
| Allafi 31'               | Report |          | Petro Sport Stadium, Káhira (Egypt)2 |

| 4. září 2011 15:00 UTC+3 |        |                           |                                        |
| Komory                   | 1 – 2  | Zambie                    | Stade Said Mohamed Cheikh, Mitsamiouli |
| Mchangama 32'            | Report | C. Katongo 23' Mayuka 87' | Stade Said Mohamed Cheikh, Mitsamiouli |

| 8. října 2011 15:00 UTC+2 |        |       |                           |
| Zambie                    | 0 – 0  | Libye | Nchanga Stadium, Chingola |
|                           | Report |       | Nchanga Stadium, Chingola |

| 8. října 2011 15:00 UTC+2                 |        |        |                            |
| Mosambik                                  | 3 – 0  | Komory | Estadio da Machava, Maputo |
| Maninho 6' Dário 18' (pen.) Domingues 40' | Report |        | Estadio da Machava, Maputo |

Notes
- Pozn. 1: Odloženo ze 4. září 2010 kvůli pozdnímu příjezdu rozhodčích.
- Pozn. 2: Původně se mělo hrát v Tripolisu, ale kvůli politické situaci v Libyi se hrálo na neutrální půdě.

### Skupina D
| Tým                     | Z | V | R | P | VG | IG | +/- | B  |
| ----------------------- | - | - | - | - | -- | -- | --- | -- |
| Maroko                  | 6 | 3 | 2 | 1 | 8  | 2  | +6  | 11 |
| Středoafrická republika | 6 | 2 | 2 | 2 | 5  | 5  | 0   | 8  |
| Alžírsko                | 6 | 2 | 2 | 2 | 5  | 8  | −3  | 8  |
| Tanzanie                | 6 | 1 | 2 | 3 | 6  | 9  | −3  | 5  |

|                         | Alžírsko | Středoafrická republika | Maroko | Tanzanie |
| ----------------------- | -------- | ----------------------- | ------ | -------- |
| Alžírsko                | –        | 2–0                     | 1–0    | 1–1      |
| Středoafrická republika | 2–0      | –                       | 0–0    | 2–1      |
| Maroko                  | 4–0      | 0–0                     | –      | 3–1      |
| Tanzanie                | 1–1      | 2–1                     | 0–1    | –        |

- Pozn. O umístění Středoafrické republiky a Alžírska měla rozhodnout minitabulka vzájemných zápasů (viz níže), která ale nerozhodla, a tak rozhodlo celkové skóre.

| Tým                     | Z | V | R | P | VG | IG | +/- | G. venku | B |
| ----------------------- | - | - | - | - | -- | -- | --- | -------- | - |
| Středoafrická republika | 2 | 1 | 0 | 1 | 2  | 2  | 0   | 0        | 3 |
| Alžírsko                | 2 | 1 | 0 | 1 | 2  | 2  | 0   | 0        | 3 |

| 3. září 2010 22:00 UTC+1 |        |            |                                                                             |
| Alžírsko                 | 1 – 1  | Tanzanie   | Stade Mustapha Tchaker, Blida diváci: 30,000 rozhodčí: Kokou Djaoupe (Togo) |
| Guedioura 45'            | Report | Tegete 33' | Stade Mustapha Tchaker, Blida diváci: 30,000 rozhodčí: Kokou Djaoupe (Togo) |

| 4. září 2010 21:00 UTC±0 |        |                         |                                                               |
| Maroko                   | 0 – 0  | Středoafrická republika | Stade Moulay Abdellah, Rabat rozhodčí: Koman Coulibaly (Mali) |
|                          | Report |                         | Stade Moulay Abdellah, Rabat rozhodčí: Koman Coulibaly (Mali) |

| 9. října 2010 16:00 UTC+3 |        |                 |                                                                                              |
| Tanzanie                  | 0 – 1  | Maroko          | Benjamin Mkapa National Stadium, Dar-es-Salaam rozhodčí: Seechurn Rajindraparsad (Mauritius) |
|                           | Report | El Hamdaoui 43' | Benjamin Mkapa National Stadium, Dar-es-Salaam rozhodčí: Seechurn Rajindraparsad (Mauritius) |

| 10. října 2010 15:00 UTC+1 |        |          |                                                                           |
| Středoafrická republika    | 2 – 0  | Alžírsko | Barthelemy Boganda Stadium, Bangui rozhodčí: Martins De Carvalho (Angola) |
| Dopékoulouyen 81' Momi 86' | Report |          | Barthelemy Boganda Stadium, Bangui rozhodčí: Martins De Carvalho (Angola) |

| 26. března 2011 16:00 UTC+3 |        |                         |                                                |
| Tanzanie                    | 2 – 1  | Středoafrická republika | Benjamin Mkapa National Stadium, Dar-es-Salaam |
| Nditi 70' Samata 90'        | Report | Mabidé 2'               | Benjamin Mkapa National Stadium, Dar-es-Salaam |

| 27. března 2011 20:30 UTC+1 |        |        |                                                                         |
| Alžírsko                    | 1 – 0  | Maroko | Stade 19 Mai 1956, Annaba rozhodčí: Seechurn Rajindraparsad (Mauritius) |
| Yebda 5' (pen.)             | Report |        | Stade 19 Mai 1956, Annaba rozhodčí: Seechurn Rajindraparsad (Mauritius) |

| 4. června 2011 21:00 UTC+1                    |        |          |                               |
| Maroko                                        | 4 – 0  | Alžírsko | Stade de Marrakech, Marrakech |
| Benatia 25' Chamakh 38' Hadji 60' Assaidi 68' | Report |          | Stade de Marrakech, Marrakech |

| 5. června 2011 15:00 UTC+1 |        |           |                                                                    |
| Středoafrická republika    | 2 – 1  | Tanzanie  | Barthelemy Boganda Stadium, Bangui rozhodčí: Joseph Lamtey (Ghana) |
| Momi 38' Dopékoulouyen 88' | Report | Nditi 76' | Barthelemy Boganda Stadium, Bangui rozhodčí: Joseph Lamtey (Ghana) |

| 3. září 2011 16:00 UTC+3 |        |             |                                                                                      |
| Tanzanie                 | 1 – 1  | Alžírsko    | Benjamin Mkapa National Stadium, Dar-es-Salaam rozhodčí: Ali Lenghaifry (Mauritania) |
| Samata 22'               | Report | Bouazza 52' | Benjamin Mkapa National Stadium, Dar-es-Salaam rozhodčí: Ali Lenghaifry (Mauritania) |

| 4. září 2011 15:00 UTC+1 |        |        |                                                                    |
| Středoafrická republika  | 0 – 0  | Maroko | Barthelemy Boganda Stadium, Bangui rozhodčí: Slim Jedidi (Tunisia) |
|                          | Report |        | Barthelemy Boganda Stadium, Bangui rozhodčí: Slim Jedidi (Tunisia) |

| 9. října 2011 19:30 UTC±0             |        |            |                               |
| Maroko                                | 3 – 1  | Tanzanie   | Stade de Marrakech, Marrakech |
| Chamakh 20' Taarabt 69' Boussoufa 90' | Report | Sadala 40' | Stade de Marrakech, Marrakech |

| 9. října 2011 20:30 UTC+1 |        |                         |                               |
| Alžírsko                  | 2 – 0  | Středoafrická republika | Stade 5 Juillet 1962, Algiers |
| Yebda 1' Kadir 28'        | Report |                         | Stade 5 Juillet 1962, Algiers |

### Skupina E
| Tým       | Z | V | R | P | VG | IG | +/- | B  |
| --------- | - | - | - | - | -- | -- | --- | -- |
| Senegal   | 6 | 5 | 1 | 0 | 16 | 2  | +14 | 16 |
| Kamerun   | 6 | 3 | 2 | 1 | 12 | 5  | +7  | 11 |
| DR Kongo  | 6 | 2 | 1 | 3 | 10 | 11 | −1  | 7  |
| Mauricius | 6 | 0 | 0 | 6 | 2  | 22 | −20 | 0  |

|           | Kamerun | Konžská demokratická republika | Mauricius | Senegal |
| --------- | ------- | ------------------------------ | --------- | ------- |
| Kamerun   | –       | 1–1                            | 5–0       | 0–0     |
| DR Kongo  | 2–3     | –                              | 3–0       | 2–4     |
| Mauricius | 1–3     | 1–2                            | –         | 0–2     |
| Senegal   | 1–0     | 2–0                            | 7–0       | –       |

| 4. září 2010 15:45 UTC+4 |        |                                         |                                                                              |
| Mauricius                | 1 – 3  | Kamerun                                 | Stade Anjalay, Belle Vue diváci: 6,000 rozhodčí: Jerome Damon (South Africa) |
| Bru 45+1' (pen.)         | Report | Eto'o 39', 47' Choupo-Moting 63' (pen.) | Stade Anjalay, Belle Vue diváci: 6,000 rozhodčí: Jerome Damon (South Africa) |

| 5. září 2010 15:00 UTC+1 |        |                                   |                                                                                             |
| DR Kongo                 | 2 – 4  | Senegal                           | Stade Frederic Kibassa Maliba, Lubumbashi diváci: 35,000 rozhodčí: Djamel Hamoudi (Algeria) |
| Kabangu 42', 71'         | Report | Sow 6' Niang 12', 22', 57' (pen.) | Stade Frederic Kibassa Maliba, Lubumbashi diváci: 35,000 rozhodčí: Djamel Hamoudi (Algeria) |

| 9. října 2010 15:30 UTC+1 |        |                 |                                                                               |
| Kamerun                   | 1 – 1  | DR Kongo        | Stade Roumdé Adjia, Garoua diváci: 22,000 rozhodčí: Eddy Maillet (Seychelles) |
| Nkulukutu 54' (vl.)       | Report | Diba Ilunga 37' | Stade Roumdé Adjia, Garoua diváci: 22,000 rozhodčí: Eddy Maillet (Seychelles) |

| 9. října 2010 18:30 UTC±0                                   |        |           |                                                                                     |
| Senegal                                                     | 7 – 0  | Mauricius | Stade Leopold Senghor, Dakar diváci: 50,000 rozhodčí: Daniel Bennett (South Africa) |
| Cissé 8', 38', 76' Niang 22', 62' Sow 47' Estazie 90' (vl.) | Report |           | Stade Leopold Senghor, Dakar diváci: 50,000 rozhodčí: Daniel Bennett (South Africa) |

| 26. března 2011 18:00 UTC±0 |        |         |                                                                |
| Senegal                     | 1 – 0  | Kamerun | Stade Leopold Senghor, Dakar rozhodčí: Yosr Saadalah (Tunisia) |
| Ba 90+2'                    | Report |         | Stade Leopold Senghor, Dakar rozhodčí: Yosr Saadalah (Tunisia) |

| 27. března 2011 15:30 UTC+1                           |        |           |                                                                |
| DR Kongo                                              | 3 – 0  | Mauricius | Stade des Martyrs, Kinshasa rozhodčí: Wokoma Solomon (Nigeria) |
| LuaLua 28' (pen.) Matumona 48' Diba Ilunga 61' (pen.) | Report |           | Stade des Martyrs, Kinshasa rozhodčí: Wokoma Solomon (Nigeria) |

| 4. června 2011 15:30 UTC+1 |        |         |                               |
| Kamerun                    | 0 – 0  | Senegal | Stade Ahmadou Ahidjo, Yaounde |
|                            | Report |         | Stade Ahmadou Ahidjo, Yaounde |

| 5. června 2011 15:00 UTC+4 |        |                               |                                                                         |
| Mauricius                  | 1 – 2  | DR Kongo                      | Stade Anjalay, Belle Vue diváci: 6,000 rozhodčí: Ngosi Kalyoto (Malawi) |
| Bru 11' (pen.)             | Report | Diba Ilunga 20' Kabangu 45+1' | Stade Anjalay, Belle Vue diváci: 6,000 rozhodčí: Ngosi Kalyoto (Malawi) |

| 3. září 2011 15:00 UTC+1                                              |        |           |                               |
| Kamerun                                                               | 5 – 0  | Mauricius | Stade Ahmadou Ahidjo, Yaounde |
| Kweuke 54' Mbuta 65' Eto'o 70' (pen.) N'Guémo 85' Choupo-Moting 90+3' | Report |           | Stade Ahmadou Ahidjo, Yaounde |

| 3. září 2011 19:00 UTC±0 |        |          |                              |
| Senegal                  | 2 – 0  | DR Kongo | Stade Leopold Senghor, Dakar |
| Sow 34', 50'             | Report |          | Stade Leopold Senghor, Dakar |

| 7. října 2011 15:30 UTC+1 |        |                                       |                             |
| DR Kongo                  | 2 – 3  | Kamerun                               | Stade des Martyrs, Kinshasa |
| Kaluyituka 11' Kanda 40'  | Report | Eto'o 18' Mbuta 75' Choupo-Moting 79' | Stade des Martyrs, Kinshasa |

| 9. října 2011 17:00 UTC+4 |        |                     |                          |
| Mauricius                 | 0 – 2  | Senegal             | Stade Anjalay, Belle Vue |
|                           | Report | N'Doye 9' Cissé 25' | Stade Anjalay, Belle Vue |

### Skupina F
| Tým          | Z | V | R | P | VG | IG | +/- | B  |
| ------------ | - | - | - | - | -- | -- | --- | -- |
| Burkina Faso | 4 | 3 | 1 | 0 | 12 | 3  | +9  | 10 |
| Gambie       | 4 | 1 | 1 | 2 | 5  | 6  | −1  | 4  |
| Namibie      | 4 | 1 | 0 | 3 | 3  | 11 | −8  | 3  |

|              | Burkina Faso | Gambie | Namibie |
| ------------ | ------------ | ------ | ------- |
| Burkina Faso | –            | 3–1    | 4–0     |
| Gambie       | 1–1          | –      | 3–1     |
| Namibie      | 1–4          | 1–0    | –       |

- Mauritánie se na poslední chvíli vzdala účasti.

| 4. září 2010 16:00 UTC±0         |        |            |                                                                  |
| Gambie                           | 3 – 1  | Namibie    | Independence Stadium, Bakau rozhodčí: Mohamed Ragab Omar (Libya) |
| Nyassi 10' Ceesay 13' Jallow 44' | Report | Risser 89' | Independence Stadium, Bakau rozhodčí: Mohamed Ragab Omar (Libya) |

| 9. října 2010 18:00 UTC±0        |        |          |                                                            |
| Burkina Faso                     | 3 – 1  | Gambie   | Stade du 4-Aout, Ouagadougou rozhodčí: Samir Osman (Egypt) |
| Dagano 17' Balima 58' Kaboré 68' | Report | Jawo 75' | Stade du 4-Aout, Ouagadougou rozhodčí: Samir Osman (Egypt) |

| 26. března 2011 18:00 UTC±0               |        |         |                                                            |
| Burkina Faso                              | 4 – 0  | Namibie | Stade du 4-Aout, Ouagadougou rozhodčí: Adam Cordier (Chad) |
| A. Traoré 26', 47', 79' Gariseb 73' (vl.) | Report |         | Stade du 4-Aout, Ouagadougou rozhodčí: Adam Cordier (Chad) |

| 4. června 2011 15:00 UTC+1 |        |                                                            |                                |
| Namibie                    | 1 – 4  | Burkina Faso                                               | Independence Stadium, Windhoek |
| Shipahu 85'                | Report | A. R. Traoré 12', 80' (pen.) Bancé 57' (pen.) Pitroipa 90' | Independence Stadium, Windhoek |

| 3. září 2011 15:00 UTC+1 |        |        |                                |
| Namibie                  | 1 – 0  | Gambie | Independence Stadium, Windhoek |
| Shipahu 83'              | Report |        | Independence Stadium, Windhoek |

| 8. října 2011 16:30 UTC±0 |        |              |                             |
| Gambie                    | 1 – 1  | Burkina Faso | Independence Stadium, Bakau |
| Danso 59'                 | Report | Bancé 90'    | Independence Stadium, Bakau |

### Skupina G
| Tým                   | Z | V | R | P | VG | IG | +/- | B |
| --------------------- | - | - | - | - | -- | -- | --- | - |
| Niger                 | 6 | 3 | 0 | 3 | 6  | 8  | −2  | 9 |
| Jihoafrická republika | 6 | 2 | 3 | 1 | 4  | 2  | +2  | 9 |
| Sierra Leone          | 6 | 2 | 3 | 1 | 5  | 5  | 0   | 9 |
| Egypt                 | 6 | 1 | 2 | 3 | 5  | 5  | 0   | 5 |

|                       | Egypt | Niger | Sierra Leone | Jižní Afrika |
| --------------------- | ----- | ----- | ------------ | ------------ |
| Egypt                 | –     | 3–0   | 1–1          | 0–0          |
| Niger                 | 1–0   | –     | 3–1          | 2–1          |
| Sierra Leone          | 2–1   | 1–0   | –            | 0–0          |
| Jihoafrická republika | 1–0   | 2–0   | 0–0          | –            |

Minitabulka vzájemných zápasů:
| Tým                   | Z | V | R | P | VG | IG | +/- | B |
| --------------------- | - | - | - | - | -- | -- | --- | - |
| Niger                 | 4 | 2 | 0 | 2 | 5  | 5  | 0   | 6 |
| Jihoafrická republika | 4 | 1 | 2 | 1 | 3  | 2  | +1  | 5 |
| Sierra Leone          | 4 | 1 | 2 | 1 | 2  | 3  | −1  | 5 |

| 4. září 2010 20:30 UTC+2 |        |       |                                                                                  |
| Jihoafrická republika    | 2 – 0  | Niger | Mbombela Stadium, Nelspruit diváci: 40,000 rozhodčí: Khalid Abdel Rahman (Sudan) |
| Mphela 12' Parker 45+3'  | Report |       | Mbombela Stadium, Nelspruit diváci: 40,000 rozhodčí: Khalid Abdel Rahman (Sudan) |

| 5. září 2010 21:30 UTC+2 |        |                       |                                                                        |
| Egypt                    | 1 – 1  | Sierra Leone          | Káhira International Stadium, Káhira rozhodčí: Badara Diatta (Senegal) |
| Fathalla 61'             | Report | Moustapha Bangura 57' | Káhira International Stadium, Káhira rozhodčí: Badara Diatta (Senegal) |

| 10. října 2010 15:30 UTC+1 |        |       |                                                                                              |
| Niger                      | 1 – 0  | Egypt | Stade Général Seyni Kountché, Niamey diváci: 35,000 rozhodčí: Doue N. Desire (Côte d'Ivoire) |
| Maazou 34'                 | Report |       | Stade Général Seyni Kountché, Niamey diváci: 35,000 rozhodčí: Doue N. Desire (Côte d'Ivoire) |

| 10. října 2010 16:30 UTC±0 |        |                       |                                                                                  |
| Sierra Leone               | 0 – 0  | Jihoafrická republika | National Stadium, Freetown diváci: 40,000 rozhodčí: Ali Lemghaifry (Mauritainia) |
|                            | Report |                       | National Stadium, Freetown diváci: 40,000 rozhodčí: Ali Lemghaifry (Mauritainia) |

| 26. března 2011 20:05 UTC+2 |        |       |                                                                          |
| Jihoafrická republika       | 1 – 0  | Egypt | Ellis Park, Johannesburg diváci: 55,000 rozhodčí: Koman Coulibaly (Mali) |
| Mphela 90+3'                | Report |       | Ellis Park, Johannesburg diváci: 55,000 rozhodčí: Koman Coulibaly (Mali) |

| 27. března 2011 16:00 UTC+1        |        |                     |                                      |
| Niger                              | 3 – 1  | Sierra Leone        | Stade Général Seyni Kountché, Niamey |
| Issoufou 64' Sidibé 79' Daouda 89' | Report | Mohamed Bangura 23' | Stade Général Seyni Kountché, Niamey |

| 4. června 2011 16:30 UTC±0 |        |       |                            |
| Sierra Leone               | 1 – 0  | Niger | National Stadium, Freetown |
| T. Bangura 50'             | Report |       | National Stadium, Freetown |

| 5. června 2011 20:30 UTC+2 |        |                       |                                         |
| Egypt                      | 0 – 0  | Jihoafrická republika | Káhira Military Academy Stadium, Káhira |
|                            | Report |                       | Káhira Military Academy Stadium, Káhira |

| 3. září 2011 16:30 UTC±0            |        |              |                            |
| Sierra Leone                        | 2 – 1  | Egypt        | National Stadium, Freetown |
| Suma 14' Mohamed Bangura 89' (pen.) | Report | Mohsen 45+1' | National Stadium, Freetown |

| 4. září 2011 15:30 UTC+1 |        |                       |                                      |
| Niger                    | 2 – 1  | Jihoafrická republika | Stade Général Seyni Kountché, Niamey |
| Koffi 10' Maazou 47'     | Report | Jali 70'              | Stade Général Seyni Kountché, Niamey |

| 8. října 2011 17:00 UTC+2 |        |       |                                      |
| Egypt                     | 3 – 0  | Niger | Káhira International Stadium, Káhira |
| Mohsen 48', 71' Salah 66' | Report |       | Káhira International Stadium, Káhira |

| 8. října 2011 17:00 UTC+2 |        |              |                             |
| Jihoafrická republika     | 0 – 0  | Sierra Leone | Mbombela Stadium, Nelspruit |
|                           | Report |              | Mbombela Stadium, Nelspruit |

### Skupina H
| Tým               | Z | V | R | P | VG | IG | +/- | B  |
| ----------------- | - | - | - | - | -- | -- | --- | -- |
| Pobřeží slonoviny | 6 | 6 | 0 | 0 | 19 | 4  | +15 | 18 |
| Rwanda            | 6 | 2 | 0 | 4 | 5  | 15 | −10 | 6  |
| Burundi           | 6 | 1 | 2 | 3 | 7  | 9  | −2  | 5  |
| Benin             | 6 | 1 | 2 | 3 | 8  | 11 | −3  | 5  |

|                   | Benin | Burundi | Pobřeží slonoviny | Rwanda |
| ----------------- | ----- | ------- | ----------------- | ------ |
| Benin             | –     | 1–1     | 2–6               | 0–1    |
| Burundi           | 1–1   | –       | 0–1               | 3–1    |
| Pobřeží slonoviny | 2–1   | 2–1     | –                 | 3–0    |
| Rwanda            | 0–3   | 3–1     | 0–5               | –      |

- Minitabulka vzájemných zápasů (viz níže) nerozhodla. Rozhodnout muselo skóre.

| Tým     | Z | V | R | P | VG | IG | +/- | G. venku | B |
| ------- | - | - | - | - | -- | -- | --- | -------- | - |
| Burundi | 2 | 0 | 2 | 0 | 2  | 2  | 0   | 1        | 2 |
| Benin   | 2 | 0 | 2 | 0 | 2  | 2  | 0   | 1        | 2 |

| 4. září 2010 16:00 UTC±0         |        |        |                                                                           |
| Pobřeží slonoviny                | 3 – 0  | Rwanda | Stade Felix Houphouet-Boigny, Abidjan rozhodčí: Eddy Maillet (Seychelles) |
| Y. Touré 11' Kalou 19' Eboué 40' | Report |        | Stade Felix Houphouet-Boigny, Abidjan rozhodčí: Eddy Maillet (Seychelles) |

| 5. září 2010 16:00 UTC+1 |        |               |                                                                    |
| Benin                    | 1 – 1  | Burundi       | Stade de l'Amitie, Cotonou rozhodčí: Daniel Bennett (South Africa) |
| Poté 6'                  | Report | Kavumbagu 86' | Stade de l'Amitie, Cotonou rozhodčí: Daniel Bennett (South Africa) |

| 9. října 2010 15:30 UTC+2 |        |                   |                                                                          |
| Burundi                   | 0 – 1  | Pobřeží slonoviny | Prince Louis Rwagasore Stadium, Bujumbura rozhodčí: El Raay Adel (Libya) |
|                           | Report | Romaric 33'       | Prince Louis Rwagasore Stadium, Bujumbura rozhodčí: El Raay Adel (Libya) |

| 9. října 2010 15:30 UTC+2 |        |                                           |                                                           |
| Rwanda                    | 0 – 3  | Benin                                     | Stade Amahoro, Kigali rozhodčí: Haimoudi Djamel (Algeria) |
|                           | Report | Tchomogo 50' Omotoyossi 60' Sessègnon 70' | Stade Amahoro, Kigali rozhodčí: Haimoudi Djamel (Algeria) |

| 26. března 2011 15:00 UTC+2                 |        |          |                       |
| Rwanda                                      | 3 – 1  | Burundi  | Stade Amahoro, Kigali |
| Iranzi 34' Uzamukunda 45' (pen.) Gasana 88' | Report | Papy 36' | Stade Amahoro, Kigali |

| 27. března 2011 17:30 UTC±0 |        |              |                                    |
| Pobřeží slonoviny           | 2 – 1  | Benin        | Ohene Djan Stadium, Accra (Ghana)3 |
| Drogba 45', 76'             | Report | Tchomogo 14' | Ohene Djan Stadium, Accra (Ghana)3 |

| 5. června 2011 15:30 UTC+2                   |        |            |                                           |
| Burundi                                      | 3 – 1  | Rwanda     | Prince Louis Rwagasore Stadium, Bujumbura |
| Ndikumana 29' Ntibazonkiza 53' Kavumbagu 84' | Report | Bokota 48' | Prince Louis Rwagasore Stadium, Bujumbura |

| 5. června 2011 14:30 UTC+1 |        |                                                         |                            |
| Benin                      | 2 – 6  | Pobřeží slonoviny                                       | Stade de l'Amitie, Cotonou |
| Sessègnon 56', 61' (pen.)  | Report | Konan Ya 13' Drogba 22', 75' Gervinho 31', 81' Bony 90' | Stade de l'Amitie, Cotonou |

| 3. září 2011 15:30 UTC+2 |        |                                                   |                       |
| Rwanda                   | 0 – 5  | Pobřeží slonoviny                                 | Stade Amahoro, Kigali |
|                          | Report | Kalou 29' Bony 36', 45' Konan Ya 76' Gervinho 81' | Stade Amahoro, Kigali |

| 4. září 2011 15:30 UTC+2 |        |             |                                           |
| Burundi                  | 1 – 1  | Benin       | Prince Louis Rwagasore Stadium, Bujumbura |
| Papy 90'                 | Report | Akpagba 55' | Prince Louis Rwagasore Stadium, Bujumbura |

| 9. října 2011 15:00 UTC+1 |        |           |                            |
| Benin                     | 0 – 1  | Rwanda    | Stade de l'Amitie, Cotonou |
|                           | Report | Kagere 6' | Stade de l'Amitie, Cotonou |

| 9. října 2011 14:00 UTC±0 |        |                 |                                       |
| Pobřeží slonoviny         | 2 – 1  | Burundi         | Stade Felix Houphouet-Boigny, Abidjan |
| K. Touré 77' Y. Touré 90' | Report | Ndabashinze 85' | Stade Felix Houphouet-Boigny, Abidjan |

Pozn.
- Pozn. 3: Hráno na neutrální půdě kvůli politické situaci v Pobřeží slonoviny.

### Skupina I
| Tým               | Z | V | R | P | VG | IG | +/- | B  |
| ----------------- | - | - | - | - | -- | -- | --- | -- |
| Ghana             | 6 | 5 | 1 | 0 | 13 | 1  | +12 | 16 |
| Súdán             | 6 | 4 | 1 | 1 | 8  | 3  | +5  | 13 |
| Konžská republika | 6 | 2 | 0 | 4 | 5  | 10 | −5  | 6  |
| Svazijsko         | 6 | 0 | 0 | 6 | 2  | 14 | −12 | 0  |

|                   | Konžská republika | Ghana | Súdán | Svazijsko |
| ----------------- | ----------------- | ----- | ----- | --------- |
| Konžská republika | –                 | 0–3   | 0–1   | 3–1       |
| Ghana             | 3–1               | –     | 0–0   | 2–0       |
| Súdán             | 2–0               | 0–2   | –     | 3–0       |
| Svazijsko         | 0–1               | 0–3   | 1–2   | –         |

| 4. září 2010 22:30 UTC+3     |        |                   |                                                                |
| Súdán                        | 2 – 0  | Konžská republika | Khartoum Stadium, Khartoum rozhodčí: Wellington Kaoma (Zambia) |
| El Tahir 9' Tahir 90' (pen.) | Report |                   | Khartoum Stadium, Khartoum rozhodčí: Wellington Kaoma (Zambia) |

| 5. září 2010 15:00 UTC+2 |        |                               |                                                                                  |
| Svazijsko                | 0 – 3  | Ghana                         | Somhlolo National Stadium, Lobamba rozhodčí: Rajindraparsad Seechurn (Mauritius) |
|                          | Report | Ayew 13' Tagoe 70' Sarpei 81' | Somhlolo National Stadium, Lobamba rozhodčí: Rajindraparsad Seechurn (Mauritius) |

| 10. října 2010 15:30 UTC+1        |        |              |                                                                        |
| Konžská republika                 | 3 – 1  | Svazijsko    | Stade de la Revolution, Brazzaville rozhodčí: Ssegonga Muhmed (Uganda) |
| Mouko 20' (pen.) Sembolo 34', 73' | Report | Christie 36' | Stade de la Revolution, Brazzaville rozhodčí: Ssegonga Muhmed (Uganda) |

| 10. října 2010 17:00 UTC±0 |        |       |                                                                                |
| Ghana                      | 0 – 0  | Súdán | Baba Yara Stadium, Kumasi diváci: 39,000 rozhodčí: Jerome Damon (South Africa) |
|                            | Report |       | Baba Yara Stadium, Kumasi diváci: 39,000 rozhodčí: Jerome Damon (South Africa) |

| 27. března 2011 15:30 UTC+1 |        |                                  |                                     |
| Konžská republika           | 0 – 3  | Ghana                            | Stade de la Revolution, Brazzaville |
|                             | Report | Tagoe 5' Adiyiah 26' Muntari 68' | Stade de la Revolution, Brazzaville |

| 27. března 2011 20:00 UTC+3 |        |           |                               |
| Súdán                       | 3 – 0  | Svazijsko | Al Merreikh Stadium, Omdurman |
| Bisha 2', 63' Tahir 90'     | Report |           | Al Merreikh Stadium, Omdurman |

| 3. června 2011 17:00 UTC±0             |        |                   |                           |
| Ghana                                  | 3 – 1  | Konžská republika | Baba Yara Stadium, Kumasi |
| Vorsah 62' Tagoe 66' Agyemang-Badu 78' | Report | N'Guessi 75'      | Baba Yara Stadium, Kumasi |

| 5. června 2011 15:00 UTC+2 |        |                      |                                    |
| Svazijsko                  | 1 – 2  | Súdán                | Somhlolo National Stadium, Lobamba |
| Kunene 69'                 | Report | Galag 70' Yousif 84' | Somhlolo National Stadium, Lobamba |

| 2. září 2011 18:00 UTC±0  |        |           |                           |
| Ghana                     | 2 – 0  | Svazijsko | Ohene Djan Stadium, Accra |
| Gyan 9' Agyemang-Badu 80' | Report |           | Ohene Djan Stadium, Accra |

| 4. září 2011 15:30 UTC+1 |        |           |                                     |
| Konžská republika        | 0 – 1  | Súdán     | Stade de la Revolution, Brazzaville |
|                          | Report | Bakri 77' | Stade de la Revolution, Brazzaville |

| 8. října 2011 15:00 UTC+2 |        |                   |                                    |
| Svazijsko                 | 0 – 1  | Konžská republika | Somhlolo National Stadium, Lobamba |
|                           | Report | Nkolo 47'         | Somhlolo National Stadium, Lobamba |

| 8. října 2011 16:00 UTC+3 |        |                          |                            |
| Súdán                     | 0 – 2  | Ghana                    | Khartoum Stadium, Khartoum |
|                           | Report | Gyan 10' John Mensah 22' | Khartoum Stadium, Khartoum |

### Skupina J
| Tým           | Z | V | R | P | VG | IG | +/- | B  |
| ------------- | - | - | - | - | -- | -- | --- | -- |
| Angola        | 6 | 4 | 0 | 2 | 7  | 5  | +2  | 12 |
| Uganda        | 6 | 3 | 2 | 1 | 6  | 2  | +4  | 11 |
| Keňa          | 6 | 2 | 2 | 2 | 4  | 4  | 0   | 8  |
| Guinea-Bissau | 6 | 1 | 0 | 5 | 2  | 8  | −6  | 3  |

|               | Angola | Guinea-Bissau | Keňa | Uganda |
| ------------- | ------ | ------------- | ---- | ------ |
| Angola        | –      | 1–0           | 1–0  | 2–0    |
| Guinea-Bissau | 0–2    | –             | 1–0  | 0–1    |
| Keňa          | 2–1    | 2–1           | –    | 0–0    |
| Uganda        | 3–0    | 2–0           | 0–0  | –      |

| 4. září 2010 16:00 UTC+3             |        |        |                                                                         |
| Uganda                               | 3 – 0  | Angola | Mandela National Stadium, Kampala rozhodčí: Samir Mahmoud Osman (Egypt) |
| Obua 35' Mwesigwa 58' Sserunkuma 88' | Report |        | Mandela National Stadium, Kampala rozhodčí: Samir Mahmoud Osman (Egypt) |

| 4. září 2010 16:00 UTC±0 |        |      |                                                                    |
| Guinea-Bissau            | 1 – 0  | Keňa | Estadio 24 de Setembro, Bissau rozhodčí: Kacem Bennaceur (Tunisia) |
| Dionísio 66'             | Report |      | Estadio 24 de Setembro, Bissau rozhodčí: Kacem Bennaceur (Tunisia) |

| 9. října 2010 16:00 UTC+3 |        |        |                                                            |
| Keňa                      | 0 – 0  | Uganda | Kasarani Stadium, Nairobi rozhodčí: Diata Badara (Senegal) |
|                           | Report |        | Kasarani Stadium, Nairobi rozhodčí: Diata Badara (Senegal) |

| 9. října 2010 16:00 UTC+1 |        |               |                                                                 |
| Angola                    | 1 – 0  | Guinea-Bissau | Estádio 11 de Novembro, Luanda rozhodčí: Koman Coulibaly (Mali) |
| Gilberto 22' (pen.)       | Report |               | Estádio 11 de Novembro, Luanda rozhodčí: Koman Coulibaly (Mali) |

| 26. března 2011 16:00 UTC+3 |        |             |                           |
| Keňa                        | 2 – 1  | Angola      | Kasarani Stadium, Nairobi |
| Mohammed 57' Mariga 90+1'   | Report | Manucho 19' | Kasarani Stadium, Nairobi |

| 26. března 2011 16:30 UTC±0 |        |          |                                |
| Guinea-Bissau               | 0 – 1  | Uganda   | Estadio 24 de Setembro, Bissau |
|                             | Report | Obua 22' | Estadio 24 de Setembro, Bissau |

| 4. června 2011 16:00 UTC+3 |        |               |                                   |
| Uganda                     | 2 – 0  | Guinea-Bissau | Mandela National Stadium, Kampala |
| Walusimbi 43' Massa 62'    | Report |               | Mandela National Stadium, Kampala |

| 5. června 2011 15:30 UTC+1 |        |      |                                |
| Angola                     | 1 – 0  | Keňa | Estádio 11 de Novembro, Luanda |
| Manucho 71'                | Report |      | Estádio 11 de Novembro, Luanda |

| 3. září 2011 16:00 UTC+3 |        |                 |                           |
| Keňa                     | 2 – 1  | Guinea-Bissau   | Kasarani Stadium, Nairobi |
| Baraza 58' Oliech 90'    | Report | de Carvalho 86' | Kasarani Stadium, Nairobi |

| 4. září 2011 16:00 UTC+1 |        |        |                                |
| Angola                   | 2 – 0  | Uganda | Estádio 11 de Novembro, Luanda |
| Manucho 57' Flávio 70'   | Report |        | Estádio 11 de Novembro, Luanda |

| 8. října 2011 17:00 UTC+3 |        |      |                                   |
| Uganda                    | 0 – 0  | Keňa | Mandela National Stadium, Kampala |
|                           | Report |      | Mandela National Stadium, Kampala |

| 8. října 2011 14:00 UTC±0 |        |                       |                                |
| Guinea-Bissau             | 0 – 2  | Angola                | Estadio 24 de Setembro, Bissau |
|                           | Report | Manucho 8' Mateus 70' | Estadio 24 de Setembro, Bissau |

### Skupina K
| Tým      | Z | V | R | P | VG | IG | +/- | B  |
| -------- | - | - | - | - | -- | -- | --- | -- |
| Botswana | 8 | 5 | 2 | 1 | 7  | 3  | +4  | 17 |
| Tunisko  | 8 | 4 | 2 | 2 | 14 | 6  | +8  | 14 |
| Malawi   | 8 | 2 | 6 | 0 | 13 | 8  | +5  | 12 |
| Togo     | 8 | 1 | 3 | 4 | 6  | 10 | −4  | 6  |
| Čad      | 8 | 0 | 3 | 5 | 7  | 20 | −13 | 3  |

|          | Botswana | Čad | Malawi | Togo | Tunisko |
| -------- | -------- | --- | ------ | ---- | ------- |
| Botswana | –        | 1–0 | 0–0    | 2–1  | 1–0     |
| Čad      | 0–1      | –   | 2–2    | 2–2  | 1–3     |
| Malawi   | 1–1      | 6–2 | –      | 1–0  | 0–0     |
| Togo     | 1–0      | 0–0 | 1–1    | –    | 1–2     |
| Tunisko  | 0–1      | 5–0 | 2–2    | 2–0  | –       |

| 1. července 2010 17:00 UTC+1 |        |                        |                                                               |
| Čad                          | 2 – 2  | Togo                   | Stade National, N'Djamena rozhodčí: Mohamed Benouza (Algeria) |
| Djime 20' Mbaiam 28'         | Report | Mani 25' Aloenouvo 67' | Stade National, N'Djamena rozhodčí: Mohamed Benouza (Algeria) |

| 1. července 2010 19:15 UTC+1 |        |                   |                                                          |
| Tunisko                      | 0 – 1  | Botswana          | Stade El Menzah, Tunis rozhodčí: Badara Diatta (Senegal) |
|                              | Report | Ramatlhakwane 31' | Stade El Menzah, Tunis rozhodčí: Badara Diatta (Senegal) |

| 9. července 2010 11:00 UTC±0 |        |                  |                                                              |
| Togo                         | 1 – 1  | Malawi           | Stade de Kégué, Lomé rozhodčí: Daniel Bennett (South Africa) |
| Aloenouvo 85'                | Report | Mwakasungula 17' | Stade de Kégué, Lomé rozhodčí: Daniel Bennett (South Africa) |

| 9. července 2010 15:00 UTC+2 |        |     |                                                                                   |
| Botswana                     | 1 – 0  | Čad | Botswana National Stadium, Gaborone rozhodčí: Rajindraparsad Seechurn (Mauritius) |
| Mongala 50'                  | Report |     | Botswana National Stadium, Gaborone rozhodčí: Rajindraparsad Seechurn (Mauritius) |

| 11. srpna 2010 15:00 UTC+1 |        |                                 |                                                                     |
| Čad                        | 1 – 3  | Tunisko                         | Stade National, N'Djamena rozhodčí: Normandiez Doue (Cote d'Ivoire) |
| Ndouassel 75'              | Report | Korbi 9' Ben Khalfallah 81' 43' | Stade National, N'Djamena rozhodčí: Normandiez Doue (Cote d'Ivoire) |

| 11. srpna 2010 16:00 UTC+2 |        |                   |                                                                        |
| Malawi                     | 1 – 1  | Botswana          | Kamuzu Stadium, Blantyre rozhodčí: Hélder Martins de Carvalho (Angola) |
| Banda 74'                  | Report | Ramatlhakwane 63' | Kamuzu Stadium, Blantyre rozhodčí: Hélder Martins de Carvalho (Angola) |

| 4. září 2010 15:00 UTC+2      |        |           |                                                                         |
| Botswana                      | 2 – 1  | Togo      | University of Botswana Stadium, Gaborone rozhodčí: Issa Kagaso (Rwanda) |
| Mogorosi 8' Ramatlhakwane 56' | Report | Gakpé 49' | University of Botswana Stadium, Gaborone rozhodčí: Issa Kagaso (Rwanda) |

| 4. září 2010 21:30 UTC+1 |        |                          |                                                            |
| Tunisko                  | 2 – 2  | Malawi                   | Stade 7. listopadu, Radès rozhodčí: Joseph Lamptey (Ghana) |
| Jemâa 11', 27'           | Report | Msowoya 45' Kanyenda 82' | Stade 7. listopadu, Radès rozhodčí: Joseph Lamptey (Ghana) |

| 9. října 2010 14:30 UTC+2                                   |        |                          |                                                            |
| Malawi                                                      | 6 – 2  | Čad                      | Kamuzu Stadium, Blantyre rozhodčí: Sylvester Kirwa (Kenya) |
| Zakazaka 14' Kanyenda 21', 56' Msowoya 68', 72' Ng'ambi 80' | Report | Mbaiam 27' Ndouassel 76' | Kamuzu Stadium, Blantyre rozhodčí: Sylvester Kirwa (Kenya) |

| 10. října 2010 15:30 UTC±0 |        |                        |                                                            |
| Togo                       | 1 – 2  | Tunisko                | Stade de Kégué, Lomé rozhodčí: Khalid Abdel Rahman (Sudan) |
| Mani 40'                   | Report | Jemâa 38' Chermiti 83' | Stade de Kégué, Lomé rozhodčí: Khalid Abdel Rahman (Sudan) |

| 17. listopadu 2010 16:00 UTC+2 |        |         |                                                                              |
| Botswana                       | 1 – 0  | Tunisko | University of Botswana Stadium, Gaborone rozhodčí: Wellington Kaoma (Zambia) |
| Ramatlhakwane 45'              | Report |         | University of Botswana Stadium, Gaborone rozhodčí: Wellington Kaoma (Zambia) |

| 17. listopadu 2010 15:00 UTC±0 |        |     |                                                       |
| Togo                           | 0 – 0  | Čad | Stade de Kégué, Lomé rozhodčí: Koman Coulibaly (Mali) |
|                                | Report |     | Stade de Kégué, Lomé rozhodčí: Koman Coulibaly (Mali) |

| 26. března 2011 14:30 UTC+2 |        |      |                          |
| Malawi                      | 1 – 0  | Togo | Kamuzu Stadium, Blantyre |
| Chavula 18'                 | Report |      | Kamuzu Stadium, Blantyre |

| 26. března 2011 16:00 UTC+1 |        |                  |                           |
| Čad                         | 0 – 1  | Botswana         | Stade National, N'Djamena |
|                             | Report | Ramatlhkwane 50' | Stade National, N'Djamena |

| 5. června 2011 15:00 UTC+2 |        |        |                                          |
| Botswana                   | 0 – 0  | Malawi | University of Botswana Stadium, Gaborone |
|                            | Report |        | University of Botswana Stadium, Gaborone |

| 5. června 2011 18:00 UTC+1                    |        |     |                                   |
| Tunisko                                       | 5 – 0  | Čad | Stade Olympique de Sousse, Sousse |
| Jemâa 22', 44', 53' Abdennour 35' Darragi 47' | Report |     | Stade Olympique de Sousse, Sousse |

| 3. září 2011 14:30 UTC+2 |        |         |                                         |
| Malawi                   | 0 – 0  | Tunisko | Kamuzu Stadium, Blantyre diváci: 40,000 |
|                          | Report |         | Kamuzu Stadium, Blantyre diváci: 40,000 |

| 4. září 2011 15:30 UTC±0 |        |          |                      |
| Togo                     | 1 – 0  | Botswana | Stade de Kégué, Lomé |
| Arimiyao 24'             | Report |          | Stade de Kégué, Lomé |

| 8. října 2011 16:00 UTC+1  |        |                          |                           |
| Čad                        | 2 – 2  | Malawi                   | Stade National, N'Djamena |
| Labbo 64' Barthelemy 90+4' | Report | Ng'ambi 35' Nyirenda 81' | Stade National, N'Djamena |

| 8. října 2011 16:00 UTC+1 |        |      |                        |
| Tunisko                   | 2 – 0  | Togo | Olympic Staduim, Radès |
| Hicheri 19' Khelifa 79'   | Report |      | Olympic Staduim, Radès |

## Žebříček týmů na druhých místech
Do žebříčku týmů na druhých místech se počítaly zápasy s prvním a třetím týmem dané skupiny. Nejlepší týmy tohoto žebříčku postoupily (2. tým skupiny K postoupil automaticky, protože tato skupina byla pětičlenná).
| Sk. | Tým                     | Z | V | R | P | VG | IG | +/- | B |
| --- | ----------------------- | - | - | - | - | -- | -- | --- | - |
| C   | Libye                   | 4 | 2 | 2 | 0 | 2  | 0  | +2  | 8 |
| I   | Súdán                   | 4 | 2 | 1 | 1 | 3  | 2  | +1  | 7 |
| A   | Kapverdy                | 4 | 2 | 1 | 1 | 3  | 4  | −1  | 7 |
| B   | Nigérie                 | 4 | 1 | 2 | 1 | 8  | 5  | +3  | 5 |
| G   | Jihoafrická republika   | 4 | 1 | 2 | 1 | 3  | 2  | +1  | 5 |
| J   | Uganda                  | 4 | 1 | 2 | 1 | 3  | 2  | +1  | 5 |
| E   | Kamerun                 | 4 | 1 | 2 | 1 | 4  | 4  | 0   | 5 |
| D   | Středoafrická republika | 4 | 1 | 2 | 1 | 2  | 2  | 0   | 5 |
| F   | Gambie                  | 4 | 1 | 1 | 2 | 5  | 6  | −1  | 4 |
| H   | Rwanda                  | 4 | 1 | 0 | 3 | 4  | 12 | −8  | 3 |